# Emelie Heilmann
Emelie Heilmann, född 6 april 1985, är en svensk skådespelare och röstskådespelare. Hon är mest känd som Johanna i 1994 års julkalender Håll huvet kallt. År 2002 spelade hon mot Alicia Vikander i hennes debutroll i filmen Min balsamerade mor. Hon har därefter bland annat jobbat som frilansskribent och fontänhushandledare.

## Filmografi
- 1994 – Håll huvet kallt (TV-serie) – Johanna
- 2001 – En ängels tålamod (TV-serie) – Emmelie
- 2002 – Min balsamerade mor – Christina Du Rietz